# 翠玉傈僳族普米族乡
翠玉傈僳族普米族乡（普米语：tshuvt zlip luvp suvd trhwit mit puvt kwaht tonp）是中华人民共和国云南省丽江市宁蒗彝族自治县下辖的一个民族乡。

## 行政区划
翠玉傈僳族普米族乡下辖以下村级行政区划单位：
翠玉村、春东村、二坪村、官田村、宜底村和阿海村。